# Cassie Laine
Cassie Laine (Los Ángeles, California; 23 de octubre de 1992) es una ex actriz pornográfica y modelo erótica estadounidense.

## Biografía
Natural de Los Ángeles, nació en California en octubre de 1992. Creció en Beverly Hills, donde trabajó como maquilladora profesional. Comenzó realizando sesiones como modelo erótica y publicando sus sesiones fotográficas en diversos sitios web de contenido para adultos. Descubierta por un agente de talentos, Laine debutó en la industria pornográfica como actriz en 2012, a los 20 años, destacando por actuar exclusivamente en escenas o en solitario o de temática lésbica.
Como actriz, ha trabajado para estudios como Bangbros, Girlfriends Films, Girlsway, Kick Ass, Filly Films, Reality Kings, Nubiles, Twistys, Lethal Hardcore, Zero Tolerance, X-Art, Platinum X o Babes, entre otros.
En octubre de 2013 fue elegida Treat of the Month del portal Twistys.
En 2015 recibió sus dos únicas nominaciones en los Premios AVN, siendo estas en las categorías de Artista lésbica del año y a la Mejor escena de sexo lésbico, junto a Aidra Fox, por Secret Life of a Lesbian.
Se retiró de la carrera pornográfica en 2017, algo que confirmó en redes sociales su compañera de trabajo Shyla Jennings. Hasta su retiro, había rodado algo más de 170 películas como actriz.
Alguno trabajos suyos son A Plus Ass and Tits, Best Friends 2, Cassie My Love, Creepers Family, Girls With Toys, Hot Lesbian Love 2, Lesbian Touch 2, Masseuse In Training, We Live Together 32 o Women Tribbing Teens.

## Premios y nominaciones
| Año  | Ceremonia   | Resultado | Premio                       | Trabajo                  |
| ---- | ----------- | --------- | ---------------------------- | ------------------------ |
| 2015 | Premios AVN | Nominada  | Artista lésbica del año      | —                        |
| 2015 | Premios AVN | Nominada  | Mejor escena de sexo lésbico | Secret Life of a Lesbian |